# Дешапель, Александр
Александр Луи Оноре Лебретон Дешапель (фр. Alexandre-Louis-Honoré Lebreton-Deschapelles , 7 марта 1780, Версаль — 27 октября 1847, Париж) — сильнейший французский шахматист начала XIX века. Участник многих походов Наполеона. Был ранен, лишился правой руки. После битвы при Ватерлоо вышел в отставку в чине генерала. В 1815—1821 постоянный посетитель кафе «Режанс»; быстро завоевал славу первого шахматиста Франции; его называли преемником Ф. А. Филидора. В игре давал фору любому сопернику. В 1821 в Сен-Клу близ Парижа проиграл матч У. Льюису — 1 : 2 (+0 −1 =2), давая фору — пешку b7. В матч-турнире трёх (1821) соперники Дешапеля — Дж. Кохрен и Л. Ш. Лабурдоне — получали фору (пешку и ход); Дешапель выиграл у Дж. Кохрена — 7 : 0, но проиграл Л. Ш. Лабурдоне — 0 : 7. В 1824 Дешапель объявил Лабурдонне своим преемником и отошёл от шахмат. В 1821—1847 неоднократно и с переменным успехом играл с П. Ш. Сент-Аманом, давая ему фору.
Этот большой шахматист явился связующим звеном между временами Филидора и нашей эпохойДж. Уокер